# 大野恭子
大野 恭子（おおの きょうこ）は、国会職員で女性として史上初めて課長に就任した人物である。茨城県出身。東京府立第五高等女学校（東京都立富士高等学校）、毛利式速記学校卒業。

## 来歴
毛利式速記学校卒業後、1940年に貴族院職員となる。1957年、参議院参事となり、1979年には参議院記録部第三課課長補佐に就任した。1981年、参議院記録第四課課長に抜擢され、女性国会職員として初めて課長職に就任した。他に、参議院記録部用語調査委員会副委員長などの要職を歴任した。